# Warder-Zone
Die Warder-Zone ist eine Verwaltungszone der Somali-Region in Äthiopien. Sie liegt im äußersten Osten der Region an der Grenze zu Somalia und bildet die östlichste Zone von ganz Äthiopien. Hauptstadt der Zone ist Warder (Wardheer, Werder).
Nach Angaben der Zentralen Statistikagentur Äthiopiens für 2005 hatte die Warder-Zone 401.993 Einwohner, von denen 36.824 (9,2 %) in städtischen Gebieten lebten. 1997 waren von 324.308 Einwohnern 99,9 % Somali, ebenso viele sprachen Somali als Muttersprache. 4,2 % konnten lesen und schreiben. Die Somali gehören hauptsächlich dem Clan der Ogadeni-Darod an, daneben sind weitere Darod-Clans sowie Isaaq vertreten.
Die Zone ist in die vier Woredas Danot, Boh, Geladin und Warder eingeteilt. Größere Orte in der Warder-Zone sind Warder, Geladin und Boh.
Wichtigste Lebensgrundlage der Bevölkerung ist die Viehzucht, die vorwiegend nomadisch betrieben wird. Die gesamte Zone gehört zum Haud. Es werden vor allem Kamele und Kleinvieh gehalten, Rinder sind hauptsächlich in kleinen Gebieten im Osten der Zone zu finden. Da es in der Warder-Zone kaum größere Städte gibt, bestehen wenig Möglichkeiten, Viehprodukte lokal zu vermarkten. Lebendvieh wird daher hauptsächlich in das angrenzende Nordsomalia/Somaliland und von dort in die Staaten der arabischen Halbinsel exportiert, Milch wird von den Viehhaltern selbst getrunken und deckt rund 50 % des jährlichen Nahrungsbedarfs. Nach Schätzungen der Zentralen Statistikagentur von 2003, die auf Luftaufnahmen basieren, werden in der Warder-Zone über zwei Millionen Schafe, fast eineinhalb Millionen Ziegen, rund 376.000 Kamele und 36.000 Rinder gehalten. Die Anzahl Nutztiere pro Flächeneinheit und pro Behausung ist somit die höchste von allen Zonen der Somali-Region.
Die Warder-Zone ist vom Konflikt zwischen der separatistischen ONLF und der äthiopischen Armee betroffen, der sich seit 2007 verschärft hat. Human Rights Watch zufolge hat vor allem die Armee Menschenrechtsverletzungen an Zivilisten in der Zone begangen. So wurden in der Umgebung der Stadt Warder Dörfer zwangsgeräumt und anschließend niedergebrannt, der Zugang zu Wasser für Nomaden von außerhalb der Stadt wurde eingeschränkt, und es gab Vergewaltigungen und außergerichtliche Hinrichtungen von Zivilisten.